# Gefu
Gefu – wieś w Rumunii, w okręgu Gałacz, w gminie Ghidigeni. W 2011 roku liczyła 1157 mieszkańców.